# آمي ناكامورا
آمي ناكامورا (باليابانية: 中村亜実) هي لاعبة هوكي الجليد يابانية، ولدت في 15 نوفمبر 1987 في هاتشينوه في اليابان.

## وصلات خارجية
- آمي ناكامورا على موقع EliteProspects.com (الإنجليزية)
- آمي ناكامورا على موقع أوليمبيديا (الإنجليزية)